# Le piccole sorelle di Eluria
Le piccole sorelle di Eluria (The Little Sisters of Eluria) è un racconto horror scritto da Stephen King. Sebbene fruibile come racconto autoconclusivo, quest'opera è parte integrante della serie de La Torre Nera.

## Trama
Roland Deschain, accompagnato da un cavallo, è sulle tracce dell'uomo in nero (per questo il racconto si può inserire come prologo a L'ultimo cavaliere). Mentre attraversa il deserto, Eluria, trova un cane mentre sta per mangiare il cadavere di un ragazzo. Scaccia il cane e raccoglie dal cadavere un medaglione a forma di croce. A causa di una distrazione viene attaccato dai mutanti, perdendo i sensi. Al suo risveglio si trova in uno strano ospedale, gestito da alcune suore, le "piccole sorelle". Presto però Roland si renderà conto che le sorelle sono in realtà dei vampiri, che curano le vittime per avere a disposizione del sangue fresco. Solo il medaglione raccolto dal cadavere sembra avere il potere di proteggerlo.